# Camané
Carlos Manuel Moutinho Paiva dos Santos Duarte, conocido artísticamente como Camané (Oeiras, 20 de diciembre de 1966), es un cantante portugués de fados. 

## Trayectoria artística
En 1979 ganó la Grande Noite do Fado, lo que le posibilitó la grabación de un álbum producido por António Chainho. Tras una interrupción de 5 años regresó al mundo del fado, actuando en diversas casas de fado y participando en producciones de Filipe La Feria - "Grande Noite"; "Maldita Cocaína"; "Cabaret" - donde se descubre su valía como fadista.
A partir de 2004 participó en el grupo "Humanos" junto a Manuela Azevedo y David Fonseca, así como de los músicos Nuno Rafael, João Cardoso y Hélder Gonçalves, con los que grabó dos discos (Humanos y Humanos ao Vivo) y un DVD de los conciertos en los teatros de Lisboa y Oporto en junio de 2005, en los que Camané demuestra su versatilidad como intérprete.

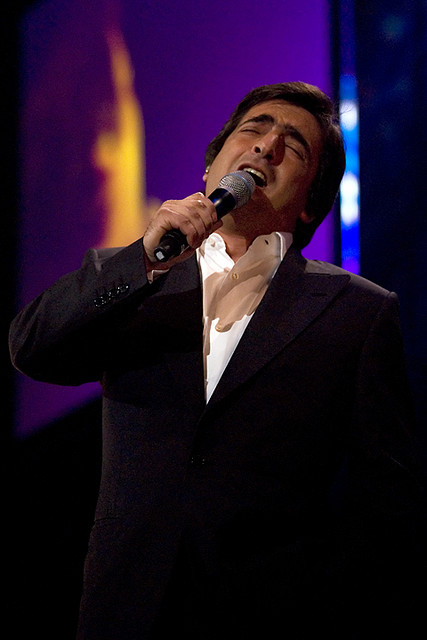
Camané

En mayo de 2007, presentó el espectáculo Otras canciones II en el teatro São Luiz de Lisboa, el fadista lisboeta se transforma en crooner, chansonier, canzonetista, cantante de boleros (Vete de mí) y de bossa nova. Canta en inglés, francés, italiano, español y en portugués, y en Anos dourados y Olha María saca el dulce sotaque -acento- brasilero para rendir homenaje a Chico Buarque. La elección del repertorio habla de su buen gusto y su coraje, en inglés hace todo el repertorio clásico de Broadway, clásicos de Leonard Bernstein y Stephen Sondheim (Somewhere), Henri Mancini (Moon River), Ray Noble (The touch of your lips), Neil Hannon (Perfect lovesong), y se atreve con My funny Valentine de Richard Rodgers y Lorenz Hart, Kurt Weill (September song), The Beatles (For no one). En francés rescata a Jacques Brel (Ne me quitte pas) Charles Trenet (Que reste-t-il de nos amours), Charles Aznavour (Leí), Serge Gainsbourg (Black trombone) y el final con Que c'est triste Venise de Françoise Dorin y Eddie Barclay.
En 2007 participó en la película Fados del director español Carlos Saura que se estrena en noviembre en España, y se presenta ese mismo mes en concierto en el Teatro Albéniz de Madrid, en Valladolid y en Santiago de Compostela para celebrar el estreno de la película, junto a Mariza, Carlos do Carmo y Miguel Poveda.

## Discografía
- Uma noite de fados (1995)
- Na linha da vida (1998)
- Esta coisa da alma (2000)
- Pelo dia dentro (2001)
- Como sempre... Como dantes (Ao vivo) (2003)
- The Art of Camané - The prince of Fado (2004)
- DVD - Ao vivo no São Luíz (2006)
- Sempre de mim (2008)
- Do Amor e dos dias (2010)
- O melhor (1995-2013) [Recopilatorio], Doble CD (2013)
- Infinito Presente (2015)
- Canta Alfredo Marceneiro (2017)
- Horas vazias (2021)